# Граф Монте-Крісто (фільм, 1975)
«Граф Монте Крісто» (англ. The Count of Monte-Cristo) — пригодницький телевізійний фільм-драма 1975 року.

## Сюжет
Едмона Дантеса, молодого капітана, заздрісники навмисно звинувачують у зраді і кидають до в'язниці замку Іф, де він повинен провести все життя. У в'язниці він зустрічає абата Фаріа, який відкриває йому місце поховання скарбів. Втікши з в'язниці і добувши скарби Едмон отримує можливість помститися могутнім ворогам.

## У ролях
| Актор            | Роль                 |
| ---------------- | -------------------- |
| Річард Чемберлен | Едмон Дантес         |
| Тревор Говард    | абат Фаріа           |
| Луї Журдан       | де Вільфор           |
| Дональд Плезенс  | Данглар              |
| Тоні Кертіс      | Фернан Мондего       |
| Кейт Нелліган    | Мерседес             |
| Анджело Інфанті  | Якопо                |
| Гарольд Бромлі   | М. Морелл            |
| Джордж Віллінг   | Андре Морелл         |
| Алессіо Орано    | Кадрусс              |
| Тарін Павер      | Валентина де Вільфор |
| Ральф Майкл      | М. Дантес            |
| Домінік Барто    | Бертуччіо            |
| Гаррі Бейрд      | Алі                  |